# Victor Cochinat
Jean-Baptiste-Thomas-Victor Cochinat, né le 19 janvier 1819, à Saint-Pierre (Martinique), et mort à Fort-de-France le 6 octobre 1886, est un avocat, écrivain et journaliste français. 

## Biographie
Éduqué à Saint-Pierre, il passe les trente premières années de sa vie dans son île natale. C’est là qu’il obtient son diplôme d’avocat. Il est ensuite nommé substitut, puis  procureur de la République à Fort-de-France.
En 1850, venu à Paris, Alexandre Dumas le prend comme secrétaire. Puis sous le Second Empire, il est l'auteur de nombreux articles politiques sous le pseudonyme de Maxime Leclerc, Louis de Roselay, etc. Il est rédacteur en chef du Figaro-programme en 1856 et du quotidien culturel Le Foyer du 23 avril 1858 au 2 février 1859. Il est chroniqueur théâtral au Nain jaune, dans lequel, le 17 janvier 1869, il qualifie de « Vilains Bonshommes », par dérision, les poètes parnassiens qui avaient applaudi la première représentation d’une comédie de François Coppée, Un Passant, le 14 janvier 1869 à l’Odéon. Ami de Balathier-Bragelonne, il collabore également à la Petite Presse.
De retour d'un voyage en Haïti, il lance en 1880 La Revue exotique en tant qu’organe d'une association, l'Académie des Palmiers de Paris : Victor Hugo, Léon Dierx, Leconte de Lisle, Victor Schoelcher en sont présidents d’honneur. La revue disparaît à la fin de 1881. Elle reparaît, après la mort de Cochinat, à partir de 1889, disposant de plus de moyens. L’Académie des Palmiers devient alors l'Alliance universelle sous l'impulsion d'Edgar La Selve : sur le modèle d’une académie hiérarchisée, elle nomme des hauts protecteurs, des maîtres protecteurs etc., et voit alors son véritable essor : des chefs d’États, des ministres, de nombreux académiciens et des écrivains en sont membres.

## Écrits
- 1853 : La Chaîne, chanson chantée au cercle de Noël
- 1858–1859 : Le Billard
- 1859 : Le guide des fumeurs
- 1859 : Hygiène des fumeurs
- 1864 : Lacenaire, ses crimes, son procès et sa mort, d'après des documents authentiques et inédits, suivis de ses poésies et chansons, recueillis par Victor Cochinat, Paris, Jules Laisné, lire en ligne.